# Dimitrios (Schiff, 1950)
Die Dimitrios war ein Küstenmotorschiff, das am 23. Dezember 1981 auf dem Strand in Valtaki (Gemeinde Evrotas), strandete. Es ist wegen seiner Lage auf dem Strand ein bekanntes Fotomotiv.

## Geschichte
Die Dimitrios wurde am 23. Januar 1950 als Klintholm für die dänische Staatsreederei DFDS auf der Frederikshavn Værft gebaut und in Dienst gestellt.
Die Klintholm wurde von DFDS hauptsächlich auf dem Trade zwischen Kopenhagen und Antwerpen eingesetzt. 1965 wurde die Klintholm nach Griechenland verkauft und in Dimitrios umbenannt. Ein erneuter Verkauf fand 1979 statt und das Schiff wurde in Cornilia umgetauft. Der neue Eigner war die Anepap Ltd.

## Schiffsbeschreibung
Die Dimitrios war ein Küstenmotorschiff mit einem 15 t Ladebaum und sechs 3 t Ladebäumen sowie sechs Winschen. Das Schiff hatte drei Laderäume
- Laderaum 1–6,10 Meter lang und 5,40 Meter breit
- Laderaum 2–6,70 Meter lang und 4,70 Meter breit
- Laderaum 3–11,90 Meter lang und 4,70 Meter breit

Der Rauminhalt der Laderäume betrug 1950 m³ für Schüttgut und 1803 m³ für Stückgut. Die Tragfähigkeit des Schiffes betrug 1220 t. Das Schiff war 66,7 m lang und 10,08 m breit, der maximale Tiefgang betrug 4,45 m. Es war mit 965 BRZ und 466 NRZ vermessen. Die Besatzungsstärke betrug neun Seeleute, außerdem gab es zwei Kabinen für Passagiere.
Die Antriebsanlage des Schiffes bestand aus einem Fünfzylinder-Zweitakt-Dieselmotor von Atlas Polar. Der Motor des Typs M45M (1D 2SA) hatte eine Leistung von 580 PS. Er trieb einen Propeller mit fester Steigung an und gab dem Schiff eine Geschwindigkeit von 10 kn.

## Strandung
Am 4. Dezember 1980 lag die Cornilia im Hafen von Gythio, als ihr Kapitän dringend ins Krankenhaus musste. Während des Krankenhausaufenthaltes des Kapitäns
wurde das Schiff an die Kette gelegt und lag bis zum Juni 1981 im Hafen. Im Juni 1981 entschieden die Hafenbehörden in Gythio, das Schiff auf die Reede vor dem
Hafen zu verbringen. Bei einem Sturm am 23. Dezember 1981 riss sich das Schiff los und strandete auf dem Strand von Valtaki.
Der Name Cornilia verblasste und heute ist das Schiff unter dem vorherigen Namen Dimitrios bekannt.
Das Wrack liegt noch immer auf der Position 36° 47′ 20″ N, 22° 35′ 9″ O.